# 納欣·希克美
（1902年1月17日-1963年6月3日
），土耳其左派詩人、劇作家、小說家，回憶錄作家。他的抒情詩最富盛名。被稱為“浪漫共產主義者”及“浪漫文藝復興人”。
他十分赞赏苏联社会主义制度，因此多次遭土耳其当局逮捕：1922年受到俄国革命和社会主义的吸引穿越边境去俄国，1924年因创办左派杂志被捕。1926年出逃苏联，结识马雅可夫斯基，并为梅耶荷德工作。1928年大赦，他被容许归国，但共产党在土耳其已不合法，之后十年他一直被监视，有五年时间因为不同指控入狱。
1950年希克梅特获得世界和平奖，同年被释放，但以49岁的年纪被征兵。他乘坐一条小渔船逃离土耳其，其后到达莫斯科。流亡期间的1952年曾经到达中国，1959年被剥夺土耳其国籍后，他入了波兰国籍。最终在莫斯科郊外突发心脏病死去。直到2009年，土耳其政府才承认其公民身份。他的詩作有著超過五十種語言的譯本。